# 朱英富
朱英富（1941年7月12日—），中国著名舰艇设计及造船专家，中国人民解放軍海军国防中多种现代化舰艇的总设计师，包括新近下水引起世界关注的辽宁号航空母舰。

## 生平
籍贯浙江宁波，1941年出生于上海。父母都是宁波人，都是上海织造的工人，家庭贫困。家中有六个子女，朱英富排行老大。少年时本打算赴辽宁大连学习船舶驾驶，但因家贫付不起路费，遂放弃。
考入上海交通大学，学习船舶工程。1966年，毕业于上海交通大学。被分配到武汉船舶设计研究所（中国船舶重工集团公司第701研究所），之后便一直任职于该所。现任701所所长。
1982年至1984年，赴美国访问研究，是美国加州大学伯克利分校船舶与海洋工程系的访问学者，从事船舶流体动力学方面的研究。

## 主持设计型号
朱英富主持设计、建造了中国现代最先进的几种舰艇，包括：
- 1996年，担任新一代两型驱逐舰052C型驱逐舰总设计师。代表舰艇有：“武汉”号导弹驱逐舰和“海口”号导弹驱逐舰。这款舰艇先后参加过中俄联合军演，中国人民解放军海军访问欧洲四国，首批赴索马里海域执行国际护航任务等。使中国成为世界上继美国，苏联（今俄罗斯）之后第三个能自主研制国产化的编队区域防空型驱逐舰的国家。
- 1990年，担任F25T型护卫舰工程总设计师，该型号出口泰国。使中国一跃成为世界新型护卫舰主要出口国之一。
- 中国海军“隐形舰船”总设计师[2]。
- 中国首艘航空母舰辽宁号航空母舰总设计师[1]。

## 荣誉
- 1995年：获得中国国务院政府特殊津贴
- 1996年：中国“有突出贡献中青年专家”
- 1997年：光华科技基金一等奖
- 2002年：中组部、中宣部、人事部、科技部共同授予“杰出专业技术人才”称号
- 2007年：中国国家高技术建设工程重大贡献奖
- 2007年：中国国防科学技术进步奖特等奖
- 2008年：中国国家科技进步奖一等奖
- 中国国家科技进步奖二等奖
- 中国船舶工业总公司科技进步奖一等奖
- 中国国防科学技术进步奖二等奖
- 2011年：当选中国工程院院士[3]